# Филип дьо Витри
Филип дьо Витри е френски епископ, теоретик, поет и композитор.

## Биография
Филип дьо Витри е роден на 31 октомври 1291 г. във Витри-ан-Артоа, Франция. Той учи в Сорбоната, където получава званието „magister artium“. Основната част от дейността му се развива във френския двор. Като секретар и съветник последователно на Шарл IV, Филип IV и Жан II изпълнява различни политически и дипломатически мисии, някои от тях свързани с папския двор в Авиньон. От 1351 г. е епископ на Мо.
Филип дьо Витри е един от водещите интелектуалци на своето време, дълбоко уважаван от Петрарка (който го поставя на първо място сред съвременните френски поети) и от редица други видни личности. Възползвайки се от облагите които му дава службата в кралския двор, той непрекъснато развива финия си поетически усет, и склонността си към философски разсъждения. Литературните, поетичните и музикалните му творби разкриват високообразован и душевно богат човек, в чиито идеи се чувства духът на Ренесанса.

## Музикално творчество
През 1322 – 1323 г. Витри създава най-значителния си труд – „Ars Nova“. Той се състои от 24 глави, истински новаторски от които са последните десет. В тях се обосновават принципите на новото изкуство, третиращи основно метроритмичната организация на музиката и начините на нейното записване. Трактатът на Филип дьо Витри обаче не е сухо теоретично съчинение. В него са формулирани промените, които настъпват в професионалната музика и които на практика полека-лека я отдалечават от строгите църковни догми. Използването на по-малки нотни стойности или на нови размери от днешна гледна точка изглежда маловажно, но през 14 век. се е равнявало на истинска революция.
Ритмическото разнообразяване на музиката дава много по-големи възможности за разкриване на човешките чувства, а оттук до хуманизма на Ренесанса крачката е само една. И въпреки че новите явления са заклеймени от папа Йоан XXII и от неговите сподвижници, за повечето музиканти е въпрос на престиж да ги използват в съчиненията си. За да заявят ясно принадлежността си към новата школа, те започват да я определят с термина „Ars Nova“ (по името на трактата на Витри), а музиката от предишните столетия по аналогия получава названието „Ars antiqua“.
Филип дьо Витри не се задоволява само с обяснението на новите похвати, а ги прилага и в своето творчество, основна част от което заемат „мотетите“ (мотет е най-популярният едновременно светски и църковен многогласен жанр на Средновековието, възникнал през 13 в. и съществувал в музикалната практика до 18 в.). Ранните му творби в този жанр са свързани с показателния за времето си и твърде популярен „Роман за Фовел“. Това е голямо литературно произведение, създадено през 1314 – 1316 г. от Жерве дьо Бис и Шшайу дьо Пестен, което в алегорична форма описва нравите на времето и в много отношения е и политически протест срещу управляващите. Глвен герой в него е магарето Фовел, чието име е акростих от думите, означаващи най-големите пороци (ласкателство – Flatterie, скъперничество – Avarice, мерзост – Vilenie, непостоянство – Variete, завист – Envie, и подлост – Lachete). Музикалните илюстрации към текста са над 100, от които 39 многогласни мотета принадлежат на Филип дьо Витри. В следващите години композиторът продължава да работи в този жанр. Мотетите му са главно върху латински текстове, написани от самия него и най-често представляват коментар на актуални събития. На базата на утвърдените вече белези на жанра Филип дьо Витри е създател на новия тип мотет, получил по-късно названието „изоритмичен“ (вж. по-горе опр. за мотет).
„Изоритмичните мотети на Филип дьо Витри са тригласни и четиригласни. /.../ По правило горните два гласа са вокални и са по-подвижни от тенора (в тригласните мотети) или от двата долни гласа (в четиригласните), които могат да се изпълняват и от инструменти.“
Разностранната дейност на Витри, активността му в такива отдалечени една от друга области като политиката и изкуството, както и значителните му постижения в музикалната теория и композиция бележат раждането на новия тип човек, който смело изразява своята индивидуалност и личната си творческа воля.